# 関西大学構内内ゲバ殺人事件
関西大学構内内ゲバ殺人事件（かんさいだいがくこうないうちゲバさつじんじけん）は、1971年（昭和46年）12月4日に大阪府吹田市で発生した日本の新左翼の内ゲバ殺人事件。革マル派のメンバーが中核派のメンバー2名を殺害した。

## 概要
1971年12月3日、革マル派関西共闘会議は、拠点校の大阪経済大学学生会館において大学の授業料値上反対闘争の戦術会議を開催し、関西大学でステッカー貼りやビラを配布する事と、対立する中核派の襲撃に備えて「突撃隊」を編成する事を決定した。
翌日12月4日午前3時、革マル派の「突撃隊」は阪急電鉄で関西大学千里山キャンパスに向かい「突撃隊」が警備する中、構内でステッカー貼りを敢行した。午前6時、中核派はこれを発見し、ただちに革マル派のメンバーを襲撃した。しかし革マル派の「突撃隊」が応戦したため、数的劣勢な中核派は退却した。
中核派メンバーのSとTが逃げ遅れて革マル派に捕まり、鉄パイプで撲殺された。